# Мунтжаковые
Мунтжаковые (лат. Muntiacinae) — подсемейство оленевых (Cervidae), представители которого обитают в Южной и Восточной Азии.

## Описание
Мунтжаковые — олени небольших размеров, для которых характерны простые рога с одним или двумя концами, присущие только самцам. Также как у кабарговых и водяных оленей, у мунтжаковых в верхней челюсти развиты длинные клыки, выдающиеся изо рта.

## Систематика
Особенности строения копыта свидетельствуют о том, что самыми близкими родственниками мунтжаковых являются представители подсемейства настоящих оленей (Cervinae). Это подкрепляется и молекулярно-генетическими исследованиями. Различаются два рода мунтжаковых:
- Мунтжаки (Muntiacus) — содержат десять видов, некоторые из которых были открыты лишь в 1990-х годах. Выделявшийся ранее в отдельный род гигантский мунтжак сегодня также причисляется к мунтжакам.
- Хохлатый олень (Elaphodus cephalophus) выделяется по некоторым признакам (крупная голова, уменьшённые клыки, узкая основа рогов) в отдельный род Elaphodus.